# Zebrasoma rostratum
Zebrasoma rostratum är en fiskart som först beskrevs av Günther, 1875.  Zebrasoma rostratum ingår i släktet Zebrasoma och familjen Acanthuridae. Inga underarter finns listade i Catalogue of Life.
Arten förekommer i Stilla havet kring Oceaniens öar. Den dyker till ett djup av 35 meter. Fisken vistas nära korallrev och den äter sjögräs samt små organiska partiklar. Hannar och honor besöker olika koralldjur.
Korallrevens försvinnande hotar även denna art. Populationens storlek är okänd. IUCN kategoriserar arten globalt som otillräckligt studerad.